# 丹·汤普森
丹·汤普森（英語：Dan Thompson，1956年6月15日—），加拿大男子游泳运动员。他曾代表加拿大参加1979年泛美运动会游泳比赛，获得二枚银牌。他也曾参加1978年英联邦运动会。